# Бугриновка (Новосибирская область)
Бугриновка — деревня в Чистоозёрном районе Новосибирской области. Входит в состав Барабо-Юдинского сельсовета.

## География
Площадь деревни — 40 гектаров.

## Население
| 2002 | 2007 | 2010 |
| ---- | ---- | ---- |
| 79   | ↘72  | ↘49  |

## Инфраструктура
В деревне по данным на 2007 год функционирует 1 учреждение здравоохранения.